# Cryptopristus caliginosus
Cryptopristus caliginosus är en stekelart som först beskrevs av Walker 1833.  Cryptopristus caliginosus ingår i släktet Cryptopristus och familjen gallglanssteklar. Arten är reproducerande i Sverige. Inga underarter finns listade i Catalogue of Life.